# Мурашинське міське поселення
Мураши́нське міське поселення (рос. Мурашинское городское поселение) — адміністративна одиниця у складі Мурашинського району Кіровської області Росії. Адміністративний центр поселення — місто Мураші.

## Історія
Станом на 2002 рік на території сучасного поселення існували такі адміністративні одиниці:
- місто Мураші (місто Мураші)
- Нікішичівський сільський округ (селища 109 км, Пахар, Підгорний, присілки Білозер'є, Комуна, Нікішичі, Омутна, Тихони)
- Шленніківський сільський округ (присілки Звірки, Каїця, Нижнє Лапотне, Столбік, Чудіновці, Шленніки)

Поселення було утворене згідно із законом Кіровської області від 7 грудня 2004 року № 284-ЗО у рамках муніципальної реформи шляхом об'єднання та перетворення міста Мураші, Нікішичівського та Шленніковського сільських округів.

## Населення
Населення поселення становить 6540 осіб (2017; 6625 у 2016, 6739 у 2015, 6840 у 2014, 6874 у 2013, 6920 у 2012, 6717 у 2010, 7052 у 2002).

## Склад
До складу поселення входять 12 населених пунктів:
| Населений пункт         | Населення, осіб (2002) | Населення, осіб (2010) |
| ----------------------- | ---------------------- | ---------------------- |
| 109 км, селище          | 0                      | -                      |
| Білозер'є, присілок     | 31                     | 20                     |
| Звірки, присілок        | 1                      | 0                      |
| Каїця, присілок         | 4                      | 2                      |
| Комуна, присілок        | 206                    | 190                    |
| Мураші, місто           | 7650                   | 6750                   |
| Нижнє Лапотне, присілок | 0                      | -                      |
| Нікішичі, присілок      | 51                     | 23                     |
| Омутна, присілок        | 8                      | 0                      |
| Пахар, селище           | 2                      | 1                      |
| Підгорний, селище       | 0                      | 0                      |
| Столбик, присілок       | 6                      | 2                      |
| Тихони, присілок        | 0                      | -                      |
| Чудиновці, присілок     | 3                      | 0                      |
| Шленники, присілок      | 122                    | 64                     |